# Python (Schiff)
Die Python war ein Kühlschiff für den Bananentransport, das im Zweiten Weltkrieg von der deutschen Kriegsmarine zum U-Boot-Versorger umgebaut wurde, aber schon bei seinem ersten Einsatz im Südatlantik verloren ging.

Sie hatte zu diesem Zeitpunkt die Besatzung des zuvor versenkten Hilfskreuzers Atlantis an Bord. Die 414 Mann beider Schiffe wurden von deutschen und italienischen U-Booten nach Frankreich gebracht.

## Bananentransporter
Schon 1912 gründete die Hamburger Reederei F. Laeisz die Afrikanische Frucht-Compagnie als Tochterfirma. Ihre ersten Bananendampfer Pionier und Pungo kamen durch die Kriegsereignisse aber nicht für die Gesellschaft in Fahrt, die Pungo sorgte aber als Hilfskreuzer Möve mit zwei erfolgreichen Einsatzfahrten für Aufsehen. Ab 1930 entwickelte sich die Bananenfahrt zur Hauptaktivität der Reederei Laeisz, die bis dahin vor allem als Segelschiffsreederei Bekanntheit erlangt hatte, aber an einer Vielzahl von Reedereigründungen in Hamburg beteiligt war.
Auch die ab 1930 beschafften ersten deutschen reinen Kühlschiffe (beginnend mit Panther und Puma) für die Bananenfahrt von Kamerun, aber auch von Jamaika und Kolumbien nach Europa, erhielten nach der Reedereitradition Namen, die mit P begannen. Die ersten modernen Kühlschiffe mit Motorantrieb, Pionier und Pelikan, baute der Bremer Vulkan.
Erster Bauauftrag der Reederei für ein Kühlschiff an die Deutsche Werft in Hamburg war die Python, die dort mit der Baunummer 170 am 23. November 1935 vom Stapel lief. Sie war 110,5 m lang und 14,4 m breit und hatte 7,6 m Tiefgang. Sie war mit 3664 BRT vermessen und hatte eine Tragfähigkeit von 3626 tdw. Ein 5-Zylinder-MAN-Schiffsdiesel mit 3050 PS ermöglichte eine Dienstgeschwindigkeit von 15 Knoten. Die Besatzung bestand aus 36 Mann. Das Schiff mit dem Rufzeichen DJQK konnte bis zu 12 Passagiere mitnehmen.
Die Python hatte ein Schwesterschiff mit der im folgenden Jahr fertiggestellten Palime, die auf dem Zweigbetrieb am Reiherstieg gebaut wurde.
Die Python wurde am 27. Januar 1936 in Dienst gestellt und auf der Kamerun-Route eingesetzt. Bei Kriegsbeginn 1939 befand sie sich auf der Fahrt von Tiko (Kamerun) nach Hamburg. Sie hatte Las Palmas am 29. August 1939 verlassen und erreichte, zur Tarnung als norwegische Jamaica fahrend, über Måløy und Schweden am 13. September Hamburg.

## Kriegseinsatz
Am 25. Oktober 1939 wurde die Python von der Kriegsmarine übernommen und zunächst als Zielschiff für Übungen der Luftwaffe eingesetzt.  Ab Mai 1941 wurde sie zum U-Boot-Versorger (Z-Schiff) umgebaut und im November als solcher in Dienst gestellt.
Am 6. November verließ sie Westfrankreich, begleitet von U 124 und U 129, um U-Boote im Mittel- und Südatlantik zu versorgen.  Am 20. November gab sie an ihre beiden Begleiter bei den Kapverdischen Inseln Dieseltreibstoff ab. Von U 126 herbeigerufen, übernahm die Python vier Tage später von U 126 bzw. aus den von dem U-Boot geschleppten Rettungsbooten 305 Schiffbrüchige des Hilfskreuzers Atlantis, der sich am 22. November vor dem heran nahenden britischen Schweren Kreuzer Devonshire selbst versenkt hatte.

### Versenkung
Für die Zeit vom 30. November bis 4. Dezember war 780 sm südlich von St. Helena wiederum die Versorgung mehrerer U-Boote (U 68, U A, U 124 und U 129) vorgesehen, die anschließend vor Kapstadt operieren sollten. U 68 und U A übernahmen am 30. November/1. Dezember Proviant, Torpedos und Öl. Dabei wurden die deutschen Schiffe bei der Beölung der beiden U-Boote von dem britischen Schweren Kreuzer Dorsetshire überrascht. Die beiden U-Boote tauchten sofort ab, und U A schoss fünf Torpedos auf die Dorsetshire, die aber ihr Ziel verfehlten. Nachdem der Kreuzer eine Salve vor den Bug der Python geschossen hatte, ging die Besatzung in die Boote und versenkte ihr Schiff mit Sprengladungen auf 27° 53′ 0″ S, 3° 55′ 0″ W. Die Dorsetshire verließ wegen der offensichtlichen U-Boot-Gefahr das Gebiet, ohne Schiffbrüchige aufzunehmen.

### Rettung der Besatzung
Die Besatzung der Python und die Überlebenden der Atlantis, zusammen 414 Mann, wurden nach dem Ablaufen der Dorsetshire von U 68 und U A teils aufgenommen, teils in Booten und auf Flößen in Richtung Norden geschleppt.  Am 3. Dezember kam U 129 hinzu und übernahm die gesamte Python-Besatzung von 109 Mann.  Am 5. Dezember kam auch U 124 und übernahm ebenfalls eine Anzahl der Schiffbrüchigen.  Zwischen dem 14. und 18. Dezember übernahmen die italienischen U-Boote Luigi Torelli, Enrico Tazzoli, Giuseppe Finzi und Pietro Calvi in der Nähe der Kapverdischen Inseln einen Teil der Atlantis-Besatzung und brachten sie nach Saint-Nazaire. Die Schiffbrüchigen wurden so verteilt, dass die Tauchfähigkeit aller Boote gewährleistet war.
Zwischen dem 23. und 29. Dezember 1941 wurden alle Überlebenden der Python und der Atlantis in Saint-Nazaire an Land gesetzt.